# 比利牛斯山脉
比利牛斯山脉，位於欧洲西南部，山脉东起于地中海，西止于大西洋，分隔歐洲大陸與伊比利亚半島，也是法國與西班牙的天然國界，山中有小國安道爾。
长435公里，宽80公里－140公里，一般海拔在2,000米以上，最高峰阿内托峰海拔3,404米；有现代冰川覆盖。
在比利牛斯山脉中有比利牛斯國家公園。這國家公園成立於1967年，沿著法國和西班牙國界延伸1百多公里。此地景致壯觀，包括了大量蝴蝶飛翔的草地和終年積雪的高山峰頂。海拔的高度和氣候的變化頗大，因而區內擁有多樣化的動植物。

## 比利牛斯國家公園名勝
- 阿尼峰（Pic d'Anie）

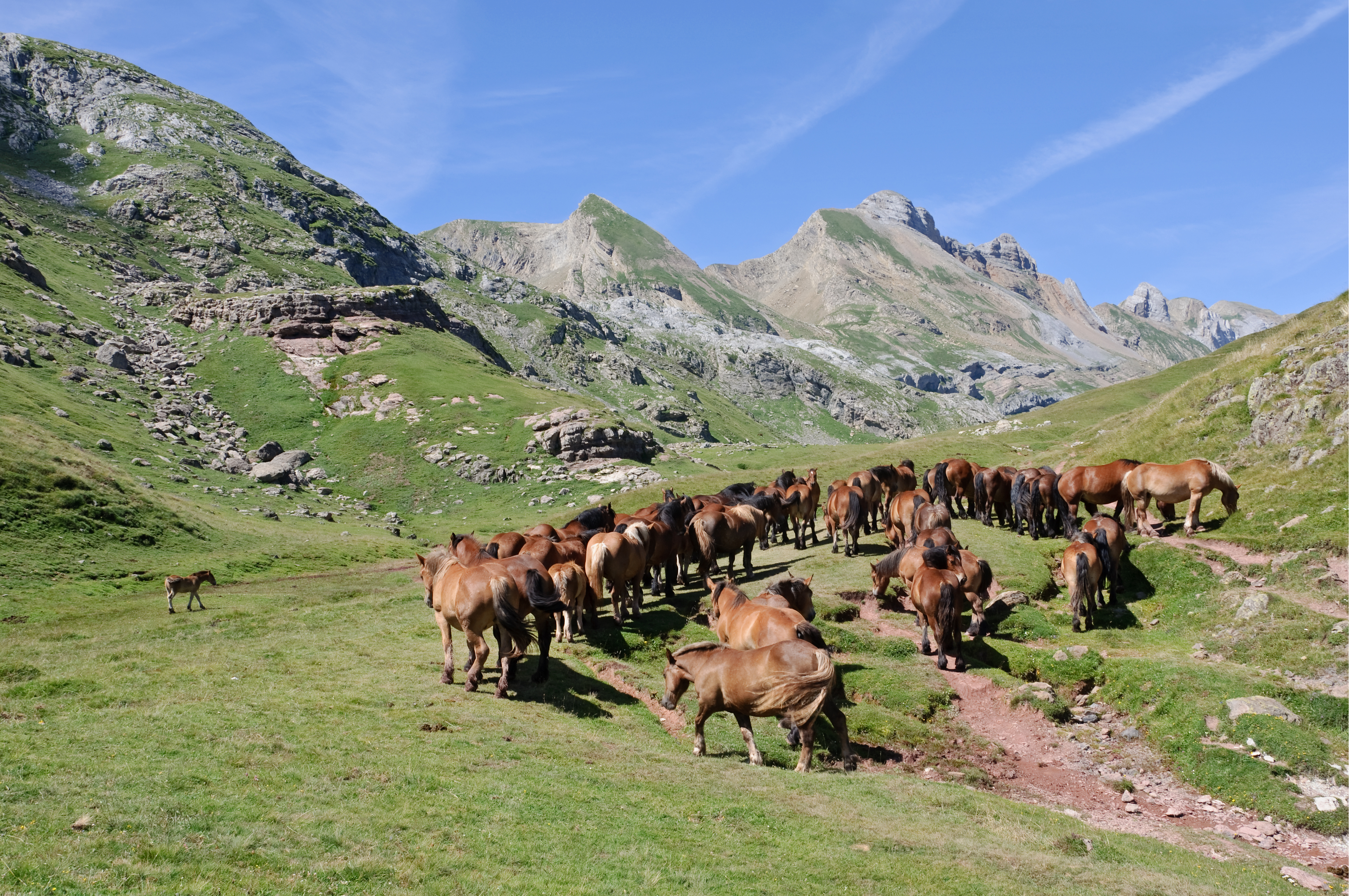
夏天在比利牛斯山移牧到山上草场的马群

  - 兩側為石灰岩，高為2,504公尺，俯瞰受融雪灌溉的高山草地。春季時，庇里牛斯山獨有的龍膽和耧斗菜遍地盛開，形成一幅迷人的圖畫。
- 松波尔山口（英语：Somport）（Col du Somport）
  - 可通往西班牙，在12月至4月時會因積雪而封閉。
- 阿斯普谷（英语：Aspe Valley）（Vallée d'Aspe）
  - 鋸齒狀峰頂聳立於阿斯普谷地以及莱坎冰斗(Cirque de Lescun)上方，此區目前面臨一條新闢高速公路的威脅。

## 延伸閱讀
- Belloc, Hilaire. . Methuen & Co., London. 1909.
- Edelmayer, Friedrich. . Institute of European History. 2012  [2017-10-24]. （原始内容存档于2016-12-25） （德语及英语）.
- Paegelow, Claus. . Verlag Claus Paegelow. 2008. ISBN 978-3-00-023936-6 （德语及英语）.

本条目包含来自公有领域出版物的文本: Chisholm, Hugh (编).  (第11版). London: Cambridge University Press. 1911.
- Milne, Tony. . Handmaid Books, Herblay. 2015  [2017-10-24]. （原始内容存档于2021-11-15） （英语）.

## 外部連結
- 游览比利牛斯山，西班牙旅游的官方网页 （页面存档备份，存于）
- （英文） Official website of France's Pyrenees National Park
- （法文） Archives of Pyrenees-Atlantiques department （页面存档备份，存于）
- Great Routes: Pirineos Archive.today的存檔，存档日期2012-12-18, from a website of the Instituto de Turismo de España
- Les Amis du Livre Pyrénéen (bibliography and history of the Pyrenees) （页面存档备份，存于）
- Photography Panoramics 360° website （页面存档备份，存于）